# 4390 Madreteresa
4390 Madreteresa è un asteroide della fascia principale. Scoperto nel 1976, presenta un'orbita caratterizzata da un semiasse maggiore pari a 2,4007698 UA e da un'eccentricità di 0,2366990, inclinata di 10,73767° rispetto all'eclittica.
L'asteroide è dedicato a santa Madre Teresa di Calcutta.